# Dennis Rommedahl
Dennis Rommedahl (*Copenhague, Dinamarca, 22 de julio de 1978), exfutbolista danés. Jugó de extremo y su último equipo fue el RKC Waalwijk de la segunda división de los Países Bajos.

## Trayectoria

### Selección nacional
Ha sido internacional con la Selección nacional de fútbol de Dinamarca, ha jugado 126 partidos internacionales y ha anotado 21 goles.

### Participaciones en Copas del Mundo
| Mundial                        | Sede                  | Resultado        |
| ------------------------------ | --------------------- | ---------------- |
| Copa Mundial de Fútbol de 2002 | Corea del Sur & Japón | Octavos de final |
| Copa Mundial de Fútbol de 2010 | Sudáfrica             | Fase de grupos   |

### Participaciones en torneos internacionales
| Eurocopas (UEFA) | Sede     | Resultado        |
| ---------------- | -------- | ---------------- |
| Eurocopa 2004    | Portugal | Cuartos de final |

## Clubes
| Club                  | País         | Años      |
| --------------------- | ------------ | --------- |
| Lyngby BK             | Dinamarca    | 1995-1997 |
| PSV Eindhoven         | Países Bajos | 1997-2004 |
| RKC Waalwijk (cedido) | Países Bajos | 1997-1998 |
| Charlton Athletic     | Inglaterra   | 2004-2007 |
| AFC Ajax              | Países Bajos | 2007-2010 |
| NEC Nijmegen (cedido) | Países Bajos | 2008-2009 |
| Olympiacos FC         | Grecia       | 2010-2011 |
| Brøndby IF            | Dinamarca    | 2011-2013 |
| RKC Waalwijk          | Países Bajos | 2013-2014 |

## Palmarés
- Liga de los Países Bajos: 2000; 2001; 2003
- Copa de los Países Bajos: 2010.
- Supercopa de los Países Bajos: 2001; 2003.

- Datos: Q207665
- Multimedia: Dennis Rommedahl / Q207665